# Tomerdingen
Tomerdingen ist ein Teilort der Gemeinde Dornstadt im Alb-Donau-Kreis in Baden-Württemberg.

## Geographie
Tomerdingen liegt mit einer 19,79 km² großen Gemarkung rund zwölf Kilometer nördlich von Ulm und rund drei Kilometer nordwestlich von Dornstadt auf 625 m ü. NN. Tomerdingen hat 1919 Einwohner (Stand: Juni 2019).
Nachbarorte von Tomerdingen sind im Süden Bollingen-Böttingen, im Südwesten Bermaringen, im Nordwesten Temmenhausen, im Nordosten Hinterdenkental und Vorderdenkental, im Osten Beimerstetten und im Südosten Dornstadt. Südlich von Tomerdingen verlaufen die Bundesautobahn 8 und die Schnellfahrstrecke Wendlingen–Ulm.

## Geschichte

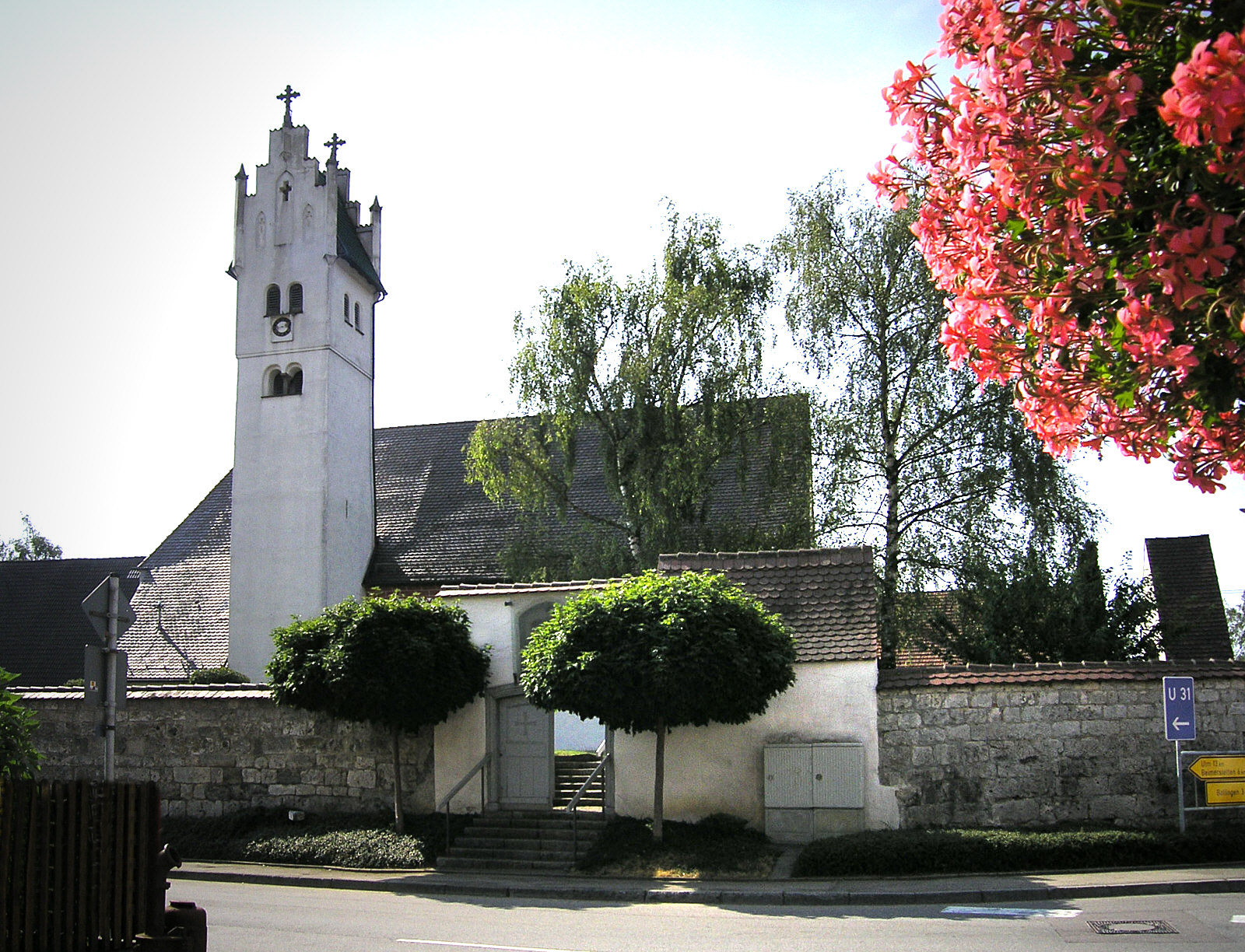
Martinskirche Tomerdingen

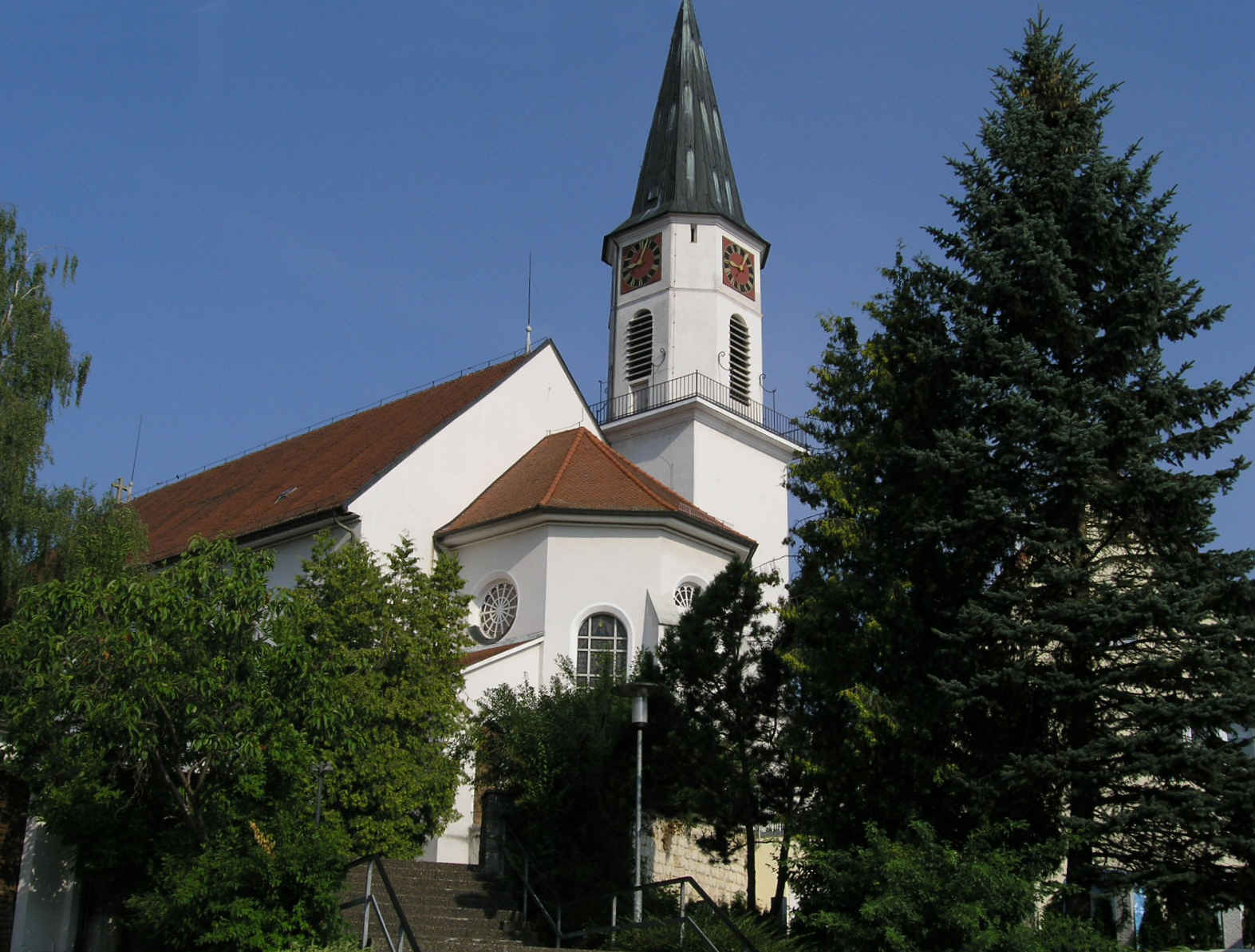
Mariä-Himmelfahrt Tomerdingen

Funde aus der Jungsteinzeit, eine keltische Viereckschanze im Blumenhau und die Reste eines römischen Gutshofes im Katharinenholz bezeugen, dass auf der Markung schon vor Jahrtausenden Menschen gelebt haben. Der Ortsname scheint auf einen alemannischen Personennamen namens Tuomhard (Dom-hardu) zurückzugehen, der so viel wie Gericht, Urteil (Dom) und hart, fest (hardu) bedeutet.

### Mittelalter
Fest steht, dass Tomerdingen 1225 im Zusammenhang mit dem Kloster Elchingen erwähnt wird, welche die (obere) Martinskirche im Besitz hatte; diese Kirche dürfte eine der ältesten des Landes sein und aus der karolingischen Zeit stammen.
Ab 1335 gab es zwei Pfarreien (und zwei Bürgermeister!) im Dorf: Die elchingische Martinspfarrei (Kleintomerdingen) und die (untere) Liebfrauenpfarrei, welche der Ulmer Deutschordenskommende bis 1693 gehörte (Großtomerdingen). Tomerdingen war auch Sitz eines Pflegeamtes, zu dem Dornstadt, Vorder- und Hinterdenkental, Westerstetten u. a. Orte gehörten.
Kriegswirren, Einquartierungen, Plünderungen und Brandschatzungen haben Tomerdingen schon im Mittelalter immer wieder heimgesucht. 1209 (Friedrich II.) und 1246 („Pfaffenkönig“ Heinrich Raspe) wurde das Dorf eingeäschert.

### Frühe Neuzeit
Auch ohne kriegerische Einwirkungen blieb Tomerdingen von Feuersbrünsten nicht verschont. So brannten 1545 etwa 56 Gebäude nieder.
Die „Reformation fand im Pfarrort Tomerdingen keinen Anklang, wohl aber im Filial Temmenhausen, welches zur lutherischen Konfession übertrat, dafür aber im Dreißigjährigen Krieg von den kaiserlichen Kriegsvölkern so ganz zu Grunde gerichtet wurde, dass es Jahrhunderte brauchte, um wieder zur vorigen Bevölkerungszahl zu gelangen“ (Chronik von 1904) Schon 1672 wird erwähnt, dass Tomerdingen von alten Zeiten her die Marktgerechtigkeit hatte.
Im Dreißigjährigen Krieg waren 1635 nur noch 45 Häuser bewohnt. Die Felder konnten nicht bearbeitet werden, weil kein Zugvieh da war; in diesen Jahren raffte auch die Pest viele Einwohner dahin.
1688 wurde der Ort im Pfälzischen Erbfolgekrieg durch französische Truppen verwüstet und mit schweren Kontributionen belastet. 1704 hatte das Dorf im Spanischen Erbfolgekrieg hart unter umfangreichen Einquartierungen zu leiden. In Folge der Truppenbewegungen während des Ersten Koalitionskriegs gegen das revolutionäre Frankreich musste Tomerdingen vom 1. Dezember 1797 bis 4. Januar 1798 kaiserliche Truppen in Quartier nehmen und umsonst verpflegen: 3105 Mann und 827 Pferde.

### Württembergische Zeit
Das Dorf fiel 1803 mit dem Kloster Elchingen zunächst an Bayern und durch den Grenzvertrag zwischen Bayern und Württemberg 1810 an das Königreich Württemberg, wo der Ort dem Oberamt Blaubeuren unterstand. 1813 bis 1814 gab es während der Befreiungskriege eine Vielzahl an Einquartierungen, wobei es sich bei den Soldaten um Franzosen, Österreicher und Russen handelte, die jeweils aufeinander folgten. Am Pfingstsonntag, dem 4. Juni 1876, wurde durch zündelnde Kinder ein Teil des Dorfes von der Neuen Straße 17a ausgehend bis zum Ortsende im Hahnenweiler eingeäschert. Davon waren 48 Gebäude betroffen. Aus dem Ersten Weltkrieg kehrten 62 Tomerdinger Soldaten nicht zurück. Bei der Kreisreform während der NS-Zeit in Württemberg gelangte Tomerdingen 1938 zum Landkreis Ulm. 1939 hatte Tomerdingen 807 Einwohner.
Dem Zweiten Weltkrieg fielen 54 Tomerdinger Soldaten zum Opfer. Am 24. April 1945 rückten amerikanische Truppen, von Temmenhausen kommend, in Tomerdingen ein und bezogen für einige Zeit Quartier.

### Nachkriegszeit bis heute
1945 wurde der Ort Teil der Amerikanischen Besatzungszone und gehörte somit zum neu gegründeten Land Württemberg-Baden, das 1952 im jetzigen Bundesland Baden-Württemberg aufging. 1947 lebten 808 Altbürger (=71,8 %) und 316 Neubürger im Ort. 1973 erfolgte die Kreisreform in Baden-Württemberg, bei der Tomerdingen zum Alb-Donau-Kreis kam. Zum 1. Januar 1975 wurde im Zuge der allgemeinen Gemeindereform die Gemeinde Tomerdingen mit der Gemeinde Dornstadt fusioniert. Vorausgegangen war eine Abstimmung der Tomerdinger Bürger, die sich mit 89,7 % gegen die Vereinigung mit Dornstadt ausgesprochen hatten. Dass die Eingemeindung Wunden hinterließ und viele Tomerdinger sich auch nach Jahren noch nicht damit abfanden zeigte sich als 1993 der Tomerdinger Ortschaftsrat in einer (erfolglosen) Anfrage den Baden-Württembergischen Gemeindetag um das Ausscheiden aus der Gesamtgemeinde Dornstadt ersuchte.

## Wappen
Tomerdingen hatte nachweislich bereits im 18. Jahrhundert ein Wappen das 1774 durch ein Schwert als Zeichen der Hochgerichtsbarkeit des im Pflegeamt Tomerdingen gelegenen Gerichtes des Reichsklosters Elchingen belegt ist. Das Schwert wurde in das 1975 neu geschaffene Wappen von Dornstadt eingefügt.

## Persönlichkeiten
- Joseph Wannenmacher (1722–1780), Maler des Barock (Chor der Stiftskirche St. Gallen, Deckengemälde der Wallfahrtskirche „Ave Maria“ in Deggingen, Fresken der Predigerkirche Rottweil)
- Karl Schabel (1864–1925), Gewerkschafter und SPD-Mitglied. Anfang der 1890er Jahre aktiv in der Berliner Arbeiterbewegung und Begründer des Berliner Lokalvereins der Kanalarbeiter (ab 1906 Verband der Gemeinde- und Staatsarbeiter). Er galt als unumstrittene Führungspersönlichkeit der gewerkschaftlich organisierten Berliner Kanalarbeiter.[7]
- Clara Ritter geb. Göttle (* 2. Dezember 1877; † 15. März 1959), Erfinderin der quadratischen Ritter Sport Schokolade. Großmutter von Alfred Theodor Ritter.
- Heinrich Suso Groner (* 14. Dezember 1895; † 7. August 1968), Zisterzienser, Abt der Territorialabtei Wettingen-Mehrerau.

## Energie
Drei Windkraftanlagen vom Typ Nordex N117 mit einer Nabenhöhe von 140 Metern, einen Rotordurchmesser von 117 Metern und einer Erzeugerleistung von 2,4 MW pro Anlage. Höchste Windkraftanlagen in Baden-Württemberg.